# Camille Graeser
Camille Graeser (Carouge, 27 de febrer de 1892 - Wald, 21 de febrer de 1980) va ser un pintor suís i membre del cercle d'artistes de Zuric d'art concret.
Nascut a Suïssa, va desenvolupar el seu creixement a Stuttgart, Alemanya, on es va convertir en dissenyador de mobles. Va participar en importants exposicions de l'associació Werkbund i el 1927 va ser convidat a crear mobles per a Ludwig Mies van der Rohe. El 1933 va fugir a Suïssa com a conseqüència de l'arribada al poder dels nazis. Més tard es va convertir en membre de l'associació d'artistes suïssos Allianz.

## Obres

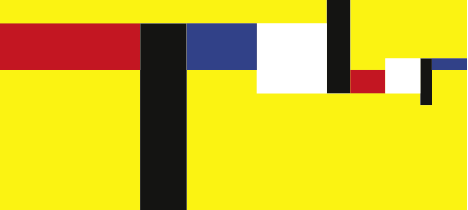
Reproducció esquemàtica d'"Energie in der Reihe" de 1952, 80 x 36 cm.

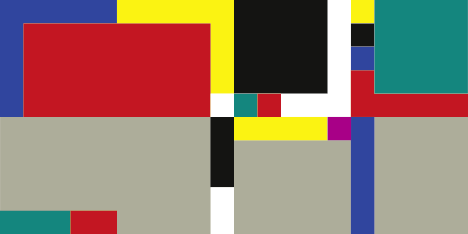
Reproducció esquemàtica de "rhythmische Reduktion" de 1952, 80 x 40 cm.

## Béns
El 1981 es va establir la Fundació Camille Graeser i és responsable del seu patrimoni artístic.

## Exposicions
- 2020 - Camille Graeser, Museu Haus Konstruktiv[2]
- 2019 - The Armory Show, Moll 94, Von Bartha[5]
- 2016 - Camille Graeser und die Musik, Kunstmuseum Stuttgart[3]
- 1985 - Contrastos de forma: art abstracte geomètric, 1910–1980, Museu d'Art Modern de Nova York[6]

## Publicacions
- 1986 - Camille Graeser - Zeichnungen, Werkverzeichnis Band 1, Dieter Schwarz[7]
- 1990 - Camille Graeser - Druckgraphik und Multiples, Werkverzeichnis Band 2, Stefan Paradowski[7]
- 1995 - Camille Graeser - Imatges, relleus i plàstics, Werkverzeichnis Band 3, Rudolf Koella[8]